# Волтер Бішоп
Волтер Бішоп (англ. Walter Bishop) — один із героїв телесеріалу «Межа», який допомагає ФБР розслідувати найнезвичніші, найскладніші загадки науки. Бішоп знаходився 17 років у психіатричній лікарні. І хоча він співпрацює з ФБР, тим не менш можна помітити у ньому прояв темних сторін. Автори телесеріалу намагались зобразити його чимось посереднім між Доктором Франкенштейном та Альбертом Ейнштейном.
Виконавець ролі — Джон Ноубл (англ. John Noble, народився 20 серпня 1948 р.) — австралійський актор.